# Клара Јанковић
Клара Јанковић је била југословенска и словеначка филмска и позоришна глумица.

## Улоге
|                   | 1960 |
| ----------------- | ---- |
| Дугометражни филм | 2    |
| ТВ мини серија    | 1    |
| Укупно            | 3    |

| Год.  | Назив                                  | Улога \|- style="background: Lavender; text-align:center; " | 1960.е | 1960.е | 1960.е | 1960.е |
| 1962. | Тог лепог дана                         | /                                                           |        |        |        |        |
| 1967. | Невидљиви батаљон                      | /                                                           |        |        |        |        |
| 1969. | Дружина Сињега галеба (ТВ мини серија) | /                                                           |        |        |        |        |